# Richard Aster
Richard Arthur Aster, nacido el 11 de marzo de 1900 en la ciudad de Breslavia o Breslau (Baja Silesia), actualmente Wroclaw, territorio polaco anexionado a Alemania tras la Segunda Guerra Mundial. Muere en los alrededores de Breslavia/Breslau, en abril o principios de mayo de 1945.
Fue un importante activista de los SA (Sturmabteilung) en los comienzos del Partido Nacionalsocialista (NSDAP), particularmente en los primeros años de la década de los 30.

## Biografía
Era hijo de un funcionario de correos postales. Realizó sus 7 años de estudios secundarios en la Realgymnasium de Breslau. Posteriormente estudió dos años para oficial de agricultura (Landwirtschaftlicher Beamter). Finalmente, antes de dedicarse únicamente a la política (año 1932), trabajó en la agricultura y, posteriormente, de vendedor ambulante y representante de productos de fotografía.

### Primera Guerra Mundial y República de Weimar
Durante la Primera Guerra Mundial se incorpora al frente como voluntario combatiendo en un Sturmbataillon (traducido como “Batallones Tormenta“. Eran unidades de infantería, de élite, utilizadas como adiestramiento de tropas en el propio frente de batalla) entre septiembre y noviembre de 1918 en el frente occidental.
Una vez finalizada la contienda, fue miembro del Freikorps Aulock (cuerpo de milicias fundado por Hubertus von Aulock), hasta que se disuelve para formar la Brigada 8 del  Reichswehr en junio de 1919. También perteneció al servicio de protección de fronteras en Posnania (en polaco: Poznan, en alemán: Posen) hasta comienzos del año 1920.
Ya desde 1919 hasta 1922 pertenece al llamado “Protección alemana nacionalista” (Deutschvölkischer Schutz und Trutzbund, DVSTB), una importante asociación de evidente carácter antisemita, con miembros más adelante prominentes como Gertzlaff Hertzberg, Werner Best, Leonardo Conti, Kurt Daluege, Dietrich Eckart, Gottfried Feder, Oskar Körner, Reinhard Heydrich, Karl Kaufmann, Hinrich Lohse, Heinrich Josef Oberheid, Fritz Sauckel, Julius Streicher y otros. La asociación es prohibida en prácticamente toda Alemania en 1922.
En marzo de 1920 participa en el Kapp-Putsch como miembro del Freikorps Rossbach (también conocido como: Freiwilligen-Sturmabteilung Rossbach, fundado por Gerhard Rossbach), participando junto al Selbstschutz Oberschlesien (traducido como: Autodefensa de Alta Silesia), frente a los insurrectos polacos en la Alta Silesia entre 1921 y 1922.
El  Freikorps Rossbach desaparece tras el Kapp-Putsch, para pasar a ser el Jägerbataillon 39 del Reichswehr. Tras estos acontecimientos, en 1922 Richard Aster trabaja en el sector de la agricultura, y es cuando comienza a participar activamente en política militando en movimientos y partidos de carácter nacionalistas (como el Großdeutschen Arbeiterpartei).
En 1927 es miembro y jefe de un grupo local de los “Cascos de Acero” (Der Stahlhelm). Sin embargo, hasta 1930, su actividad política es poco intensa, dedicándose a su nuevo trabajo (representante de productos fotográficos).

### Década de los años 30: pertenencia al NSDAP
En 1930, los “Cascos de Acero” son absorbidos por las SA, por lo que Richard Aster pasa a ser miembro del NSDAP. Un año después pasa a formar parte de las SS (Schutzstaffel). A finales de 1933 es SS-Sturmführer (Jefe de Asalto-SS).
Durante 1932 es trasferido de los SS a los SA (Sturmabteilung), trabajando para ellos a tiempo completo. Tras la "Noche de los Cuchillos Largos", a mediados de 1934, es nombrado SA-Standartenführer (Jefe de Regimiento de las SA), lo que demuestra y confirma su adhesión al Régimen. En 1935 es nombrado SA-Brigadeführer (Jefe de Brigada 17, de Opole/Oppeln, en la Alta Silesia), cargo que ocupa hasta 1942.
Se presentó por dos veces a las listas del NSDAP para las elecciones al Reichstag (21/03/1936 y 10/04/1938), pero en ninguna de las dos tuvo éxito.

### Segunda Guerra Mundial
Richard Aster vuelve a incorporarse al ejército como Sargento en el año 1939, para más tarde ser oficial en una unidad Panzerjäger-Abteilung (cazacarros). También sirvió como Comisario para los Territorios Orientales Ocupados por el Reich, básicamente por la zona de Letonia y Estonia.
En 1942 es nombrado SA-Gruppenführer (jefe de grupo de los SA) de Silesia, cargo que ocupará hasta su muerte.
Durante la brutal Batalla de Breslau, o Asedio de Breslau, donde la ciudad fue sitiada por el ejército soviético entre el 13 de febrero y el 6 de mayo de 1945 (prácticamente hasta el final de la Guerra), bien en su intento de acceder a ella para incorporarse a su defensa, bien escapando para no rendirse a los sovéticos, Richard Aster, cruzando un campo de minas, cae de un disparo junto a su compañero y jefe, el SA-Obergruppenführer Otto Herzog. Alguna fuentes datan este hecho el día 6 de mayo de 1945, el mismo día en que el General Hermann Niehoff rinde Breslau tras ochenta y dos días de asedio.